# Reipertswiller
Reipertswiller je občina v departmaju Bas-Rhin francoske regije Alzacija.
Leta 2011 je v občini živelo 933 oseb oz. 49 oseb/km².